# Pterolophia strandi
Pterolophia strandi là một loài bọ cánh cứng trong họ Cerambycidae.